# Нойнкирхен-Зельшайд
Нойнкирхен-Зельшайд (нем. Neunkirchen-Seelscheid) — община в Германии, в земле Северный Рейн-Вестфалия.
Подчиняется административному округу Кёльн. Входит в состав района Рейн-Зиг. Население составляет 20 634 человека (на 31 декабря 2010 года). Занимает площадь 50,64 км². Официальный код — 05 3 82 040.
Коммуна подразделяется на 59 сельских округов.